# ウルグチャト県
ウルグチャト県（ウルグチャトけん）は、中華人民共和国新疆ウイグル自治区クズルス・キルギス自治州に位置する県。

## 行政区画
2鎮、9郷を管轄：
- 鎮：ウルグチャト鎮（烏恰鎮）、康蘇鎮
- 郷：ウルグチャト郷（烏魯克恰提郷）、オクサルル郷（吾合沙魯郷）、ビョルトコイ郷（ビョリトカイ郷、膘爾托闊依郷）、クズロイ郷（キズィリョイ郷、黒孜葦郷）、トユン郷（托雲郷）、テレク郷（鉄熱克郷）、バイクルト郷（巴音庫魯提郷）、ボストンテレク郷（ボスタンテレク郷、波斯坦鉄熱克郷）、ジュグン郷（ジギン郷、吉根郷）

## 交通

### 道路
- 高速道路
  -  阿伊高速道路（中国語版）
- 国道
  - G581国道（中国語版）

### 国境検問所
- イルケシュタム峠
- トルガルト峠

## 万里の長城
2000年代に万里の長城の西端を探る調査の中で、ウルグチャト県の長城の遺跡が最西端であるとされた（今後、更新される可能性がある）。

## 観光写真
- ウルグチャト写真集